# A Bug's Life (jogo eletrônico)
A Bug's Life é um jogo eletrônico de plataforma desenvolvido pela Traveller's Tales e publicado pela Sony Computer Entertainment para PlayStation em 1998. Mais tarde, foram lançados portes para Windows e Nintendo 64 e uma versão diferente para Game Boy Color. Ele é baseado no filme homônimo da Disney Pixar de 1998, com alterações ao enredo. Após completar os níveis, o jogador pode desbloquear clipes do filme. A versão para PlayStation foi relançada na PlayStation Store para PlayStation 3 e PlayStation Portable em 27 de julho de 2010.

## Jogabilidade
A Bug's Life é um jogo de plataforma no qual o jogador controla Flik em cenários e em uma história baseada no filme homônimo. O jogo é dividido em cinco “terras” distintas, cada uma com três níveis.:23–24 Para concluir um nível, o jogador deve encontrar uma saída, concluir um objetivo ou derrotar um chefe.:19 A principal forma de ataque de Flik contra os personagens inimigos é atirar frutinhas. Por padrão, Flik arremessa frutinhas vermelhas, que são a forma mais fraca de frutinha e não podem ferir certos inimigos. As frutinhas mais fortes podem ser encontradas em um nível ou recebidas ao plantar sementes de cor roxa. A coleta de fichas de sementes roxas aumenta a variedade de frutinhas que uma semente pode produzir. Além do aumento de poder, algumas frutinhas viajam mais rápido e podem atingir os inimigos. A forma mais forte de frutinha é dourada e é capaz de eliminar permanentemente os inimigos e impedir que eles apareçam novamente.:14–15
Várias sementes estão espalhadas pelos níveis. Flik pode erguer a maioria das sementes sobre sua cabeça e carregá-las para outras áreas, embora algumas sementes estejam embutidas no solo e não possam ser movidas. Pular em cima de uma semente cria uma planta que ajuda Flik de alguma forma. Por padrão, todas as sementes são de cor marrom e contêm plantas que ajudam Flik a atravessar terrenos altos. A cor das sementes e o tipo de planta que elas carregam podem ser alterados se Flik coletar fichas de sementes de cores diferentes em um nível. Algumas plantas podem restaurar a saúde de Flik, fornecer um escudo contra ataques inimigos, impulsioná-lo pelo ar ou causar dano aos inimigos disparando bagas. As plantas podem ser arrancadas e descartadas, o que resulta no surgimento de uma nova semente em seu lugar.:11–13
A vida de Flik é exibida como uma folha no canto superior direito da tela, e o jogador recebe seis vidas no início do jogo. Quando a saúde de Flik está cheia, a folha aparece inteira, mas se ele for ferido por um inimigo ou perigo, uma mordida será dada na folha. A saúde pode ser restaurada coletando folhas marcadas com uma cruz vermelha, que são liberadas de inimigos derrotados e plantas de sementes azuis. Coletar 50 pedaços de grãos em um nível restaurará completamente a saúde de Flik. Se a folha for completamente consumida, uma vida será perdida. Uma vida extra pode ser recebida se as letras F, L, I e K forem coletadas em um nível. Se todas as vidas de Flik forem perdidas, o jogo termina.:18
Telescópios flutuantes permitem uma visão rotativa de itens ocultos em um nível ou da saída do nível e dos detalhes ao redor. A colheitadeira de grãos do Flik está presente em determinados níveis e pode ser usada para atrair grãos distantes e matar permanentemente a maioria dos inimigos enquanto estiver sendo usada.:19